# Фрідріх Адлер
Фрі́дріх А́длер (нім. Friedrich Adler; нар. 9 липня 1879 — пом. 2 січня 1960) — один із лідерів Австрійської Соціал-демократичної партії та теоретик австромарксизму, син Віктора Адлера.

## Життєпис
За освітою фізик. У 1907—1911 роках приват-доцент Цюрихського університету на кафедрі теоретичної фізики. Тоді примкнув до швейцарських соціал-демократів. У філософії стояв на позиціях махізму. У 1911—1916 — секретар австрійської Соціал-демократичної партії. Під час Першої світової війни належав до центристського угрупування своєї партії. Виступав за нейтралітет пролетаріату під час війни.
21 жовтня 1916 року Фрідріх Адлер вбив міністра-президента Штюргка. За це його засудили до страти, яку потім замінили багаторічним ув'язненням. Звільнений після подій 1918 року. Вийшовши на волю, став разом з іншими лідерами соціал-демократів одним із керівників революційних подій. Брав участь у створенні та був одним із лідерів 2½. Інтернаціоналу (1921—1923). Зіграв велику роль у злитті 2 та 2½ Інтернаціоналів у так званий Соціалістичний інтернаціонал, у якому займав пост секретаря виконкому з 1923 до 1940 року.
Фрідріх Адлер вороже ставився до СРСР та комуністичних партій. На початку Другої світової війни емігрував до США. Останні роки доживав у Швейцарії. Помер у Цюриху.

## Видання
- Адлер Фр. Критика звіту англійської делегації про С.С.С.Р. [Архівовано 25 серпня 2021 у Wayback Machine.] / В перекладі і з передмовою М. Галагана. Київ, Прага, Львів : Закордонна Група УСДРП, 1925. 40 с.